# Puchar Świata w Zapasach 2004
Zawody Pucharu Świata w 2004 roku
- w stylu klasycznym mężczyzn rywalizowano pomiędzy 6-7 listopada w Tbilisi we Gruzji,
- w stylu wolnym mężczyzn w dniach 3 i 4 kwietnia w Baku w Azerbejdżanie,
- a kobiety walczyły w dniach 8-9 października w Tokio w Japonii

## Styl klasyczny

### Ostateczna kolejność drużynowa
| Poz. | Państwo           |
| ---- | ----------------- |
|      | Gruzja            |
|      | Iran              |
|      | Stany Zjednoczone |
| 4.   | Białoruś          |
| 5.   | Francja           |

### Składy reprezentacji(brak danych odnośnie do poszczególnych miejsc)
| Waga   | GEO                  | IRI              | USA               | BLR               | FRA               |
| ------ | -------------------- | ---------------- | ----------------- | ----------------- | ----------------- |
| 55 kg  | Irakli Czoczua       | Hamid Surijan    | Lindsey Durlacher | Alaksandr Ruczko  | Mourad El-Bakali  |
| 60 kg  | Lasza Lomadze        | Hamid Bavafa     | Joseph Warren     | Michaił Siamionau | Sébastien Hidalgo |
| 66 kg  | Akaki Czaczua        | Ali Mohammadi    | Glenn Garrison    | Yuri Koleniov     | Philippe Benjoudi |
| 74 kg  | Badri Chasaia        | Farszad Alizade  | Darryl Christian  | Victor Aniskovec  | Christophe Guénot |
| 84 kg  | Muchran Wachtangadze | Ghasem Rezaji    | Brad Vering       | Dzmitryj Kruhlik  | Mélonin Noumonvi  |
| 96 kg  | Ramaz Nozadze        | Reza Zeidvand    | Adam Wheeler      | Andrej Batura     | Vincent Vidal     |
| 120 kg | Mirian Giorgadze     | Siavesh Alavandi | Russ Davie        | Vladimer Marusov  | David Millien     |

## Styl wolny

### Ostateczna kolejność drużynowa
| Poz. | Państwo           |
| ---- | ----------------- |
|      | Azerbejdżan       |
|      | Rosja             |
|      | Kuba              |
| 4.   | Kanada            |
| 5.   | Iran              |
| 6.   | Południowa Afryka |

### Składy reprezentacji(brak danych odnośnie do poszczególnych miejsc)
| Waga   | AZE                           | RUS                                | CUB              | CAN                             | IRI              | RSA                     |
| ------ | ----------------------------- | ---------------------------------- | ---------------- | ------------------------------- | ---------------- | ----------------------- |
| 55 kg  | Namiq Abdullayev              | Aleksandr Kontojew Żargał Dondupow | René Montero     | Mikheil Japaridze               | Mohammad Aslani  | Shaun Williams          |
| 60 kg  | Nazim Əlicanov Abił Ibragimow | Ramil Isłamow Kamał Ustarchanow    | Yamoro Guntana   | Gia Sissaouri Saeed Azarbayjani | Masoud           | Hilton Arends           |
| 66 kg  | Elman Əsgərov                 | Dmitrij Kiriłłow                   | Serguei Rondon   | Evan MacDonald                  | Ali Asghar Bazri | Richard Addinall        |
| 74 kg  | Elşad Allahverdiyev           | Siergiej Witkowski                 | Iván Fundora     | Steve Rose                      | Hadi Habibi      | Bennie Labuschagne      |
| 84 kg  | Vugar Gurbanov                | Taimuraz Kotchiev                  | Yoel Romero      | Nicholas Ugoalah                | Madżid Chodaji   | Riaan Diederic Yousenia |
| 96 kg  | Rustam Agajew Firdovsi Umudov | Aleksiej Szemarow                  | Wilfredo Morales | ----                            | Ali Reza Hejdari | Philip Lemmer           |
| 120 kg | Nikołaj Tielegin              | Dawid Musulbies                    | Alexis Rodríguez | Colbie Bell                     | Ali Reza Rezaji  | Craig Cramer            |

## Styl wolny - kobiety

### Ostateczna kolejność drużynowa
| Poz. | Państwo           |
| ---- | ----------------- |
|      | Japonia           |
|      | Kanada            |
|      | Chiny             |
| 4.   | Rosja             |
| 5.   | Stany Zjednoczone |
| 6.   | Indie             |

### Klasyfikacja indywidualna
| Waga  |                       |                     |                      | 4                  | 5                  | 6                           | 7              |
| ----- | --------------------- | ------------------- | -------------------- | ------------------ | ------------------ | --------------------------- | -------------- |
| 48 kg | Deng Weichan          | Chiharu Ichō        | Carol Huynh          | Clarissa Chun      | Makiko Sakamoto    | Anna Trusowa                | Shumel Khan    |
| 51 kg | Hitomi Obara          | Stephanie Murata    | Erica Jo Sharp       | Tan Dongmei        | Ekaterina Savelova | Ninako Hattori              | Neha Rathi     |
| 55 kg | Saori Yoshida         | Tela O’Donnell      | Natalja Karamczakowa | Sun Dongmei        | Laura McDougall    | Sunita Sharma               | ----           |
| 59 kg | Su Lihui              | Emily Richardson    | Seiko Yamamoto       | Reina Iwama        | Sally Roberts      | Jewgienia Pieriepielkina    | Alka Tomar     |
| 63 kg | Kaori Ichō            | Helen Hennick       | Anna Połowniewa      | Alaina Berube      | Jia Yafeng         | Hatsumi Nakanishi           | Geetika Jakhar |
| 67 kg | Jelena Pieriepielkina | Christine Nordhagen | Jing Ruixue          | Cathrine Downing   | Eri Sakamoto       | Norie Saitō Manju Shekhavat | ----           |
| 72 kg | Kyōko Hamaguchi       | Ohenewa Akuffo      | Ma Bailing           | Alona Starodubcewa | Sonika Kaliraman   | Ayako Murashima             | ----           |